# 呉宗烈
呉 宗烈（韓国語:오종렬、オ・ジョンニョル、1938年11月28日 - 2019年12月7日）は、韓国の教育者、学者、市民活動家である。1989年に韓国の教師の労組団体'全国教職員労働組合'（全教組）を発足させた。 1991年から1995年までの光州広域市市議会議員を務めた。呉宗烈の父呉正根も市民運動家だった。